# Список фільмів Fox Searchlight Pictures (1995–1999)
Це список фільмів, створених американською кіностудією Fox Searchlight Pictures (тепер Searchlight Pictures) з 1995 по 1999 роки.
| Дата випуску           | Назва                    | Примітки |
| ---------------------- | ------------------------ | --- |
| 11 серпня 1995 року    | Брати Макмаллени         | |
| 22 березня 1996 року   | Дівчина 6                | перший фільм, який використовує стиль логотипу 20th Century Fox |
| 14 червня 1996 року    | Вислизаюча краса         | |
| 23 серпня 1996 року    | Вона єдина               | |
| 11 жовтня 1996 року    | Шукаю Річарда            | |
| 8 листопада 1996 року  | Таємний агент            | останній фільм, який використовує стиль логотипу 20th Century Fox |
| 21 лютого 1997 року    | Кров і вино              | перший фільм, який використовує новий і оновлений логотип, заснований на 1997 році |
| 28 лютого 1997 року    | Снігове чуття Смілли     | |
| 28 березня 1997 року   | Любов та інші катастрофи | |
| 11 квітня 1997 року    | Райська дорога           | |
| 16 травня 1997 року    | Ван                      | |
| 6 червня 1997 року     | Інтимні стосунки         | |
| 25 липня 1997 року     | Зоряні карти             | |
| 15 серпня 1997 року    | Чоловічий Стриптиз       | Премія BAFTA за найкращий фільм Європейська кінопремія за найкращий фільм Номінація — Оскар за найкращий фільм Номінація — Премія «Вибір критиків» за найкращий фільм Номінація — Золотий глобус за найкращий фільм — мюзикл або комедія |
| 31 жовтня 1997 року    | Крижаний шторм           | |
| 31 грудня 1997 року    | Оскар і Люсінда          | |
| 24 квітня 1998 року    | Дві дівчини і хлопець    | |
| 1 травня 1998 року     | Стрільба по рибі         | |
| 22 травня 1998 року    | Нетрі Беверлі Хіллз      | |
| 12 червня 1998 року    | Кузина Бетт              | |
| 17 липня 1998 року     | Польське весілля         | спільне виробництво з Lakeshore Entertainment |
| 2 жовтня 1998 року     | Самозванці               | |
| 20 листопада 1998 року | Пробудження Неда Давайна | |
| 26 лютого 1999 року    | 20 дат                   | |
| 26 березня 1999 року   | Серед гігантів           | |
| 30 квітня 1999 року    | Сон в літню ніч          | спільне виробництво з Regency Enterprises |
| 10 вересня 1999 року   | Найкращі плани           | |
| 10 вересня 1999 року   | Whiteboyz                | |
| 8 жовтня 1999 року     | Хлопці не плачуть        | |
| 29 жовтня 1999 року    | Мрія про Джозефа Ліса    | |
| 24 грудня 1999 року    | Тит                      | |